# Chrysopidia holzeli
Chrysopidia holzeli är en insektsart som beskrevs av X.-x. Wang och C.-k. Yang 1992. Chrysopidia holzeli ingår i släktet Chrysopidia och familjen guldögonsländor. Inga underarter finns listade i Catalogue of Life.